# Erdbeben in der Ägäis 2017
Das Erdbeben in der Ägäis vom 21. Juli 2017 ereignete sich um 01:31 Uhr Ortszeit mit einem Epizentrum zwischen der griechischen Insel Kos und der türkischen Stadt Bodrum. Es hatte eine Magnitude von 6,6 MW und forderte zwei Todesopfer, etwa 500 Menschen wurden verletzt.

## Das Erdbeben
In der Region den Bebens herrscht eine in Nord-Süd-Richtung orientierte Dehnungstektonik vor. Entsprechend war der Herdvorgang des Bebens eine Abschiebung. Das Hypozentrum des Bebens lag in 7 Kilometern Tiefe, sein Epizentrum war etwa 11 Kilometer ostnordöstlich von der Stadt Kos entfernt. Seine Momentmagnitude betrug 6,6 MW und seine maximale Intensität erreichte Stufe VII auf der Modifizierten Mercalliskala. Die Erschütterungen dauerten rund 26 Sekunden lang.
Das Beben verursachte einen Tsunami, der im Hafen der Stadt Kos eine Wellenhöhe von 70 Zentimetern erreichte und Küstenstraßen in der Türkei überschwemmte. Es ereigneten sich zahlreiche Nachbeben.

## Opfer und Schäden

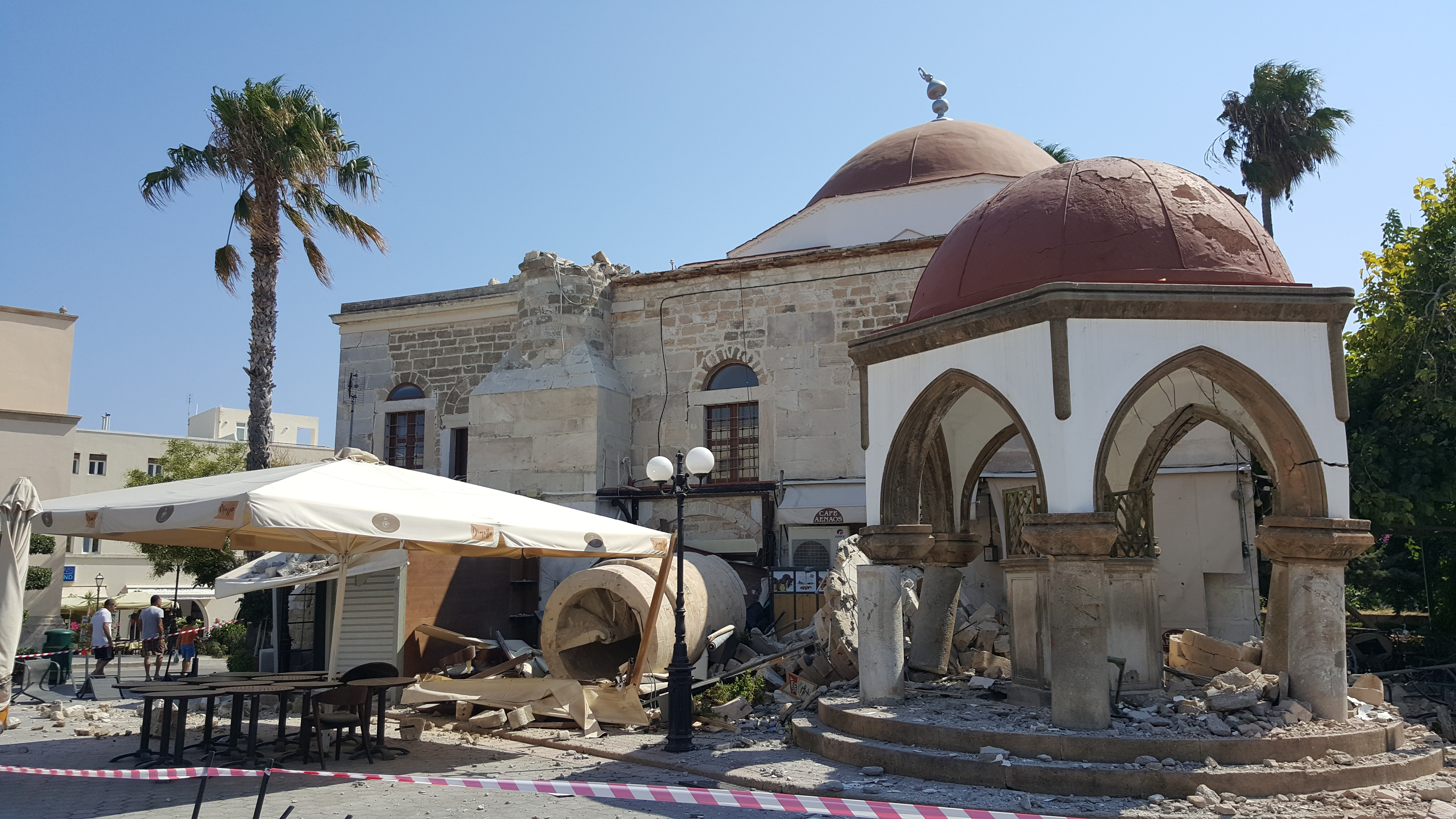
Schäden an der Defterdar-Moschee nach dem Beben

Auf Kos kamen bei dem Beben zwei Menschen ums Leben und mehr als 120 weitere wurden verletzt. In Bodrum gab es keine Todesopfer, aber 358 Menschen wurden verletzt.
In Kos und Bodrum wurden vorwiegend ältere Gebäude beschädigt. Viele Touristen und Einheimische verbrachten die Nacht aus Angst vor Nachbeben im Freien. Der Jachthafen und der Fährhafen in Kos wurden beschädigt, Fähren aus Piräus mussten vorübergehend nach Kefalos umgeleitet werden.

## Belege
1. ↑  M 6.6 - 11km ENE of Kos, Greece. USGS, abgerufen am 8. November 2020 (englisch).
2. ↑  Turkey: Bodrum, Datca; Greece: Kos. NCEI/WDS Global Significant Earthquake Database. NOAA National Centers for Environmental Information, abgerufen am 8. November 2020 (englisch).
3. 1 2  Claire Phipps, Kevin Rawlinson: Turkey and Greece hit by strong earthquake: two dead and 200 injured – as it happened. In: theguardian.com. 21. Juli 2017, abgerufen am 8. November 2020 (englisch).
4. ↑  Schock nach Beben in der Ägäis: Ausmaß der Schäden wird sichtbar. In: orf.at. 21. Juli 2017, abgerufen am 9. November 2020.